# ユピテルとカリスト
ユピテルとカリスト（仏: Jupiter et Callisto）は、フランス、ロココ時代の画家フランソワ・ブーシェがギリシア神話を題材に1744年に制作した絵画である。モスクワ、プーシキン美術館所蔵。

## 解説
ニュンペーのカリストが女神ディアーナへ変身したユピテルと睦みあう姿を描いた作品。
画中に描かれたユピテルは容姿・肉体とも完全に女性であり女神と化している。その一方ブーシェはこの作品に意図的に「ユピテルとカリスト」と名付け、カリストと睦みあう美しい貴婦人・女神が本来は男性・男神であるユピテルであり、彼が女性化してこの姿になったことを明示した。つまりこの絵画は同性愛レズビアン的要素と同時に女性化・女体化譚TSF的要素も併せ持つ官能的な作品であるといえる。
またディアーナはユピテルが女性化・女体化したもう一つの姿だったという解釈も成り立ち、女性化・女体化譚TSFがこの時代からあったことを示す作品でもある。